# Vedrana Rudan
Vedrana Rudan, hrvaška novinarka in književnica; * 29. oktober 1949, Opatija, Hrvaška.

## Življenjepis
Doštudirala je hrvaški in nemški jezik na Pedagoški fakulteti na Reki. Bila je učiteljica, turistična vodnica, prodajala je sladoled, kot novinarka je delala za več hrvaških časopisov (Feral Tribune, Slobodna Dalmacija, Novi list, Jutarnji list). Kot urednica je bila zaposlena na Hrvaškem radiu ter vodila televizijsko oddajo. Leta 1991 je bila zaradi kritičnosti do predsednika Franja Tuđmana odpuščena, vendar odpoved po odločitvi sodišča ni bila zakonita; leta 1993 se je tako vrnila na delovno mesto, vendar je nato kmalu sama dala odpoved. Zaposlena je bila tudi na hrvaški Novi TV, kjer so jo januarja 2009 odpustili.
Svoje prvo leposlovno delo, roman Uho, grlo, nož, je izdala leta 2002. Odtlej je izdala več knjig, ki so postale uspešnice tudi v tujini. Za njeno pisanje je značilen oster, brezkompromisen, odkrit, mestoma vulgaren jezik. Na svojem blogu Avanture slepe kurbe objavlja družbenokritične kolumne o družbeni stvarnosti Hrvaške.

## Književna kariera
S pisanjem leposlovja se je Rudanova začela ukvarjati po izgubi novinarske službe. Svoj prvenec, roman Uho, grlo, nož, je izdala leta 2002. Roman je postal prodajna uspešnica na Hrvaškem in v Srbiji. Delo je prevedeno tudi v slovenski, angleški, makedonski, poljski in nemški jezik.  Sledili sta knjigi Ljubezen na zadnji pogled (2003) in Črnci v Firencah (2006). Leta 2008 je izdala knjigo Ko je ženska kurba/Ko je moški peder, zbirko stolpic, ki jih je tedensko objavljala v časniku Nacional. V njih se je ponovno dotaknila tem, kot so nasilje nad ženskami, mačizem, vsiljeni družbeni vzorci, politična korupcija in revščina. Knjigo so priredili tudi za postavitev na oder; nastala je predstava Kurba. Monodramo so v gledališču Glej prvič uprizorili leta 2012, avtor dramatizacije in režije je bil Marko Bulc, igrala pa je Violeta Tomič.

## Književna dela
- Uho, grlo, nož (Zagreb, 2002)
  - slov. prevod: Uho, grlo, nož (2004, založba Goga)
- Ljubav na posljednji pogled (Zagreb, 2003)
  - slov. prevod: Ljubezen na zadnji pogled (2005, založba Goga)
- Ja, nevjernica (Zagreb, 2005)
- Crnci u Firenci (Zagreb, 2006)
  - slov. prevod: Črnci v Firencah (2006, založba Goga)
- Kad je žena kurva, kad je muškarac peder (Zagreb, 2008)
  - slov. prevod: Ko je ženska kurba/Ko je moški peder (2009, založba Goga)
- Strah od pletenja (Zagreb, 2009)
- Dabogda te majka rodila (Zagreb, 2010)
- Kosturi okruga Madison (Zagreb, 2012)
- U zemlji krvi i idiota (Zagreb, 2013)
- Amaruši (Zagreb, 2013)
- Zašto psujem (Beograd, 2015)
- Muškarac u grlu (Beograd, 2016)
- Život bez krpelja (Beograd, 2018)
- Ples oko sunca: autobiografija (Beograd, 2019)
- Dnevnik bijesne domaćice: predgovor novom izdanju (Beograd, 2020)
- Puding od vanilije (Beograd, 2021)
- Doživotna robija (Beograd, 2022)
- Besplatna dostava (Beograd, 2023)

## Zasebno
Živi na Reki. Poročena je z odvetnikom Ljubišo Drageljevićem. Iz prvega zakona ima sina Slavena in hčer Asjo.
Maja 2024 je z javnostjo delila, da boleha za rakom.